# Johann Andreas Tafinger
Johann Andreas Tafinger (* 18. Mai 1728 in Ludwigsburg; † 2. August 1804 in Stuttgart) war ein deutscher Pädagoge und evangelisch-lutherischer Theologe.

## Leben
Tafinger stammte aus der württembergischen Familie Tafinger. Der Sohn des Doktors der Theologie, württembergischen Konsistorialrates, Generalsuperintendenten, Abts in Adelberg, Stiftsprediger in Stuttgart und Visitator der Universität Tübingen Wilhelm Gottlieb Tafinger und dessen Frau Regina Barbara, Tochter des Tübinger Theologen Andreas Adam Hochstetter, wurde in seinem Heimatort durch Privatlehrer ausgebildet und hatte das Gymnasium in Stuttgart besucht. 1744 wurde er in das theologische Seminar an der Universität Tübingen aufgenommen, wo er philosophische Vorlesungen bei Daniel Maichel, Israel Gottlieb Canz, Johann Adam Osiander, Paul Biberstein und Georg Wolfgang Kraft (1701–1754) frequentierte.
1746 erlangte Tafinger den akademischen Grad eines Magisters der Philosophie und wandte sich danach theologischen Studien zu, die er bei Christoph Matthäus Pfaff, Christian Eberhard Weißmann, Heinrich Wilhelm Clemm und Johann Friedrich Cotta absolvierte. Unter Pfaffs Vorsitz verteidigte er 1748 dessen Diss. theol. casualem de inuocatione S. Christopheri ad lagiendos numos. 1749 erhielt er nach abgelegtem theologischen Examen in Stuttgart eine theologische Repetentenstelle, habilitierte sich als Magister legens an der Universität Tübingen und absolvierte 1752 eine Gelehrtenreise, die ihn durch einen großen Teil Deutschlands, Frankreichs, Englands und der Niederlande führte. Diese Reise brachte ihn mit Gelehrten und anderen einflussreichen Personen seiner Zeit, besonders mit dem Staatsminister Gerlach Adolph von Münchhausen in Hannover, in Verbindung.
In seiner Heimat angekommen, wurde Tafinger 1753 außerordentlicher Professor der Theologie und der morgenländischen Sprachen am Gymnasium in Stuttgart, übernahm 1755 die ordentliche Professur und 1783 das Rektorat der Lehranstalt. Damit wurde er Aufseher (Pädagogiarch) der Lateinschulen unter dem Staig, wurde 1796 kurfürstlich Württembergischer Rat und Abt in Hirsau. 1765 wurde er als auswärtiges Mitglied der Königlichen Akademie der Wissenschaften in Berlin aufgenommen. Die lateinische Gesellschaft in Jena und die Königliche Deutsche Gesellschaft zu Göttingen hatten ihn bereits 1752 zum Ehrenmitglied ernannt und die deutsche Gesellschaft zu Helmstedt erwies ihm 1755 diese Auszeichnung.

## Werke
- De nuptiis Batavorum. Hager, Göttingen 1752. (Digitalisat)
- Reflexions sur le caractere sacé d'un Ministre etranger. Hager, Göttingen 1752. (Digitalisat)
- Siegmund Jakob Baumgarten (Praeses), Johann Andreas Tafinger (Disserent): De sacramentis generatim spectatis disputatio. Gebauer, Halle 1753. (Digitalisat)
- De utilitate peregrinationum eruditorum. . . . 1754
- Poëmata latina Societ. Latin. Jenensi consecrata. Stuttgart 1756
- De praestantia institutorum scholasticorum ia Würtembergia. Stuttgart 1759
- Oratio natalitia de harmonia Collegiorom Anglicanorum cum Seminario theologico Tubingensi. Tübingen 1759
- De cautelis in itineribus litteratis observandis. Tübingen 1766
- De solemni apud veteres natalium celebratione. Stuttgart 1772
- De incomparabilissimo patriae patre in incendiia Würtembergicis. Stuttgart 1772
- De salutari temperamentorum moderatione. Stuttgart 1781
- Oratio metrica, cum Rectoris officia valediceret. Stuttgart 1796